# 遠大醫藥
遠大醫藥集團有限公司 (Grand Pharmaceutical Group Limited)（港交所：0512），成立於2008年，從曼盛生物科技換取上市。主要從事開發、製造和銷售原料藥、製劑及化工產品，其主體子公司遠大醫藥(中國)有限公司位於武漢，是一家國際化水準的綜合性醫藥企業集團。

2015年遠大醫藥聯手國開基金以7300萬美元並購德國Cardionovum(凱德諾)公司73%股權，並投資組建珠海凱德諾醫療器械有限公司。遠大醫藥由此開始進入心血管介入器械領域，擁有了藥物塗層膠囊產品線，及冠脈可降解支架的研發能力。

2018年7月3日澳洲監管機構批准遠大醫藥及其合作夥伴鼎暉投資以14億美元（折合約110億港元）收購澳洲肝癌治療器材生產商Sirtex Medical。

2018年8月24日收購台灣東洋國際100%股權，累計代價15.4億元人民幣(約19.01億港元)。台灣東洋國際之主要資產為上海旭東海普的55%股權，主要從事製造及銷售不同容量之注射液類醫藥制劑。該企業是中國第一家針劑廠，已有超過九十年的發展歷史，產品銷售覆蓋中國市場，還遠銷東南亞、南美洲、非洲、中東等國際市場。

2020年2月7日(美國時間)收購NASDAQ美國上市生物技術公司OncoSec的44.2%股權，連同聯營公司Sirtex共同持股OncoSec 52.8% 的股份，Oncosec主要為開發細胞激素為基礎的腫瘤內免疫療法。

2020年11月1日與Telix Pharmaceuticals Limited (ASX: TLX)簽訂股份認購協議以以每股1.69澳元，共2,500萬美元認購Telix約7.6%的股本權益，並獲得Telix集團開發的多款用於腫瘤治療、具備 First in Class 潛力的創新型放射性核素偶聯藥物 TLX591、TLX250 及 TLX101 (「授權產品」)在大中華地區的開發、生產及商業化權益。

2022年8月12日，減持部分在Telix約一半股份(10,000,000股)，獲利超過4億港元。

總部位於香港中環皇后大道中99號中環中心3302室。

## 外部連結
- 遠大醫藥 （页面存档备份，存于）